# Kissing Cup
Kissing Cup es una película en torno a un famoso caballo de carreras británico llamado Kissing Cup. Sobre este tema se han filmado otras películas.

## Otros créditos
- Sonido: Muda
- Color: Blanco y negro